# بول رافنر
بول رافنر (بالإنجليزية: Paul Ruffner)‏ مواليد 15 أكتوبر 1948 في داوني، هو لاعب كرة سلة أمريكي سابق. بدأ مسيرته الاحترافية في سنة 1970. تم اختياره من قبل فريق شيكاغو بولز خلال الدرافت. يبلغ طوله 6 قدم 10 بوصة (2.1 م). اعتزل اللعب في 1975. لعب مع شيكاغو بولز وبوفالو بريفز.

## روابط خارجية
- بول رافنر على موقع إن بي أي (الإنجليزية)
- بول رافنر على موقع سبورتس رفرنس (الإنجليزية)
- بول رافنر على موقع كلية كرة السلة في سبورتس رفرنس.كوم (الإنجليزية)
- بول رافنر على موقع ريلجم (الإنجليزية)
- بول رافنر على موقع بروبوليرز (الإنجليزية)